# إليان غونزاليس
إليان غونزاليس هو الفتى الكوبي الصغير (ولد عام 1993) الذي تسبب في معركة سياسية حامية بين كل من حكومة الولايات المتحدة وبين الجالية الكوبية التي تعيش في مدينة ميامي جنوب فلوريدا عام 1999/2000 .

## القصة
في نوفمبر كان اليان أحد الناجين الثلاثة من بين 12 راكب في حادثة تحطم مركب شراعي في خليج المكسيك يقل اللاجئين الكوبيين غير الشرعيين وكانت والدة اليان من بين ضحايا الحادث. بعد مساعدة الناجين من قبل أحد زوارق الصيد على شواطيء ميامي سلم الطفل اليان إلى سلطات الهجرة الأمريكية التي سلمته بدورها إلى اقرباءه على أن تتم إعادته لاحقاً إلى كوبا في ميامي ليبدأ بعدها أبناء الجالية الكوبية في ميامي سلسلة من المظاهرات التي تطالب السلطات الأمريكية بعدم إعادة الطفل إلى كوبا خصوصا بعد طالبت السلطات الكوبية بإعادة الطفل إلى كوبا.
تحولت قضية اليان إلى مادة إعلامية أساسية على طول مدة إقامة الطفل في أمريكا. بعد صدور الحكم بإعادة الطفل إلى كوبا رفض اقرباءه تسليمه إلى السلطات الأمريكية. قام مجموعة من رجال الشرطة المسلحين بمحاصرة المنزل الذي يقيم فيه الطفل وقاموا بالتفاوض مع اقرباءه لتسليمه إلا انهم رفضوا فأقتحمت الشرطة المنزل واخذوه بالقوة في حادثة تم انتقادها بشدة ثم تمت إعادته إلى كوبا.

## روابط خارجية
- إليان غونزاليس على موقع IMDb (الإنجليزية)
- إليان غونزاليس على موقع إن إن دي بي (الإنجليزية)